# Instrument à secouer
Pour les articles homonymes, voir Shaker (homonymie).

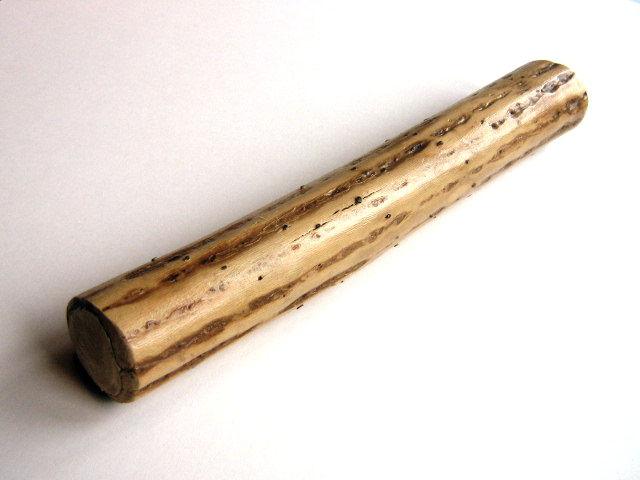
Le bâton de pluie, sorte d'instrument à secouer.

Un instrument à secouer (en anglais : shaker) est un type d'instrument de musique utilisé pour créer un rythme par son agitation régulière.

## Caractéristiques
Ils sont appelés shakers parce que la méthode de création du son consiste à les secouer, c'est-à-dire à les faire bouger d'avant en arrière dans l'air, plutôt que de les frapper (comme c'est le cas des instruments de percussion). La plupart peuvent également être frappés pour accentuer certains rythmes. Les shakers sont souvent utilisés dans le rock et d'autres styles de musique populaire pour produire le motif de la cymbale ride, en même temps que la cymbale ride ou en remplacement de celle-ci.

## Types
Un instrument à secouer peut se composer d'un récipient partiellement rempli de petits objets en vrac, tels que des haricots, qui produisent des sons de percussion en s'entrechoquant, en heurtant la surface intérieure ou d'autres objets fixes à l'intérieur du récipient - comme dans un bâton de pluie, un caxixi ou un coquetier.